# Paweł Zenker
Paweł Zenker (ur. 25 grudnia 1914 w Chociczy, zginął 24 sierpnia 1940 w La Manche) – porucznik pilot Wojska Polskiego i Polskich Sił Powietrznych, uczestnik bitwy o Anglię.

## Życiorys
Syn Leona i Emilii z domu Ruszkiewicz. W 1934 r. zdał egzamin maturalny w Państwowym Kolegium Nauczycielskim w Poznaniu. Jako ochotnik zgłosił się do odbycia służby w Wojsku Polskim i wybrał służbę w lotnictwie. Po kursie unitarnym w Szkole Podchorążych Piechoty w Różanie w 1935 r. rozpoczął naukę  Szkole Podchorążych Rezerwy Lotnictwa w Dęblinie. Po ukończeniu szkolenia pilotażowego zdecydował się na służbę zawodową i został przyjęty do Szkoły Podchorążych Lotnictwa. Ukończył ją w 1937 r. ze specjalnością pilota myśliwskiego.
W stopniu podporucznika pilota został przydzielony do 142. eskadry myśliwskiej, gdzie służy do maja 1939 r. Został oddelegowany do Centrum Wyszkolenia Lotnictwa nr 1 na stanowisko instruktora pilotażu myśliwskiego. W sierpniu powrócił do macierzystej jednostki i w jej składzie odbył kampanię wrześniową.
2 września po raz pierwszy wziął udział w walce, ale zacięcie karabinów maszynowych uniemożliwiło mu uzyskanie zestrzelenia. Dzień później wziął udział w zespołowym zestrzeleniu Henschla Hs 126. 5 września został wysłany na rozpoznanie przepraw nieprzyjaciela w rejonie Grudziądza oraz ruchów wojsk na trasie Grudziądz-Wąbrzeźno. 17 września z rzutem kołowym eskadry przekroczył granicę z Rumunią.
24 sierpnia brał udział w przechwyceniu wyprawy bombowej Luftwaffe w rejonie Dover. Podczas walki jego Hawker Hurricane Mk. I o znakach SD-W (nr ser. P3141) został zestrzelony i spadł do Kanału La Manche.

## Ordery i odznaczenia
Za swą służbę otrzymał odznaczenia:
- Krzyż Walecznych – trzykrotnie,
- Medal Lotniczy,
- Polowa Odznaka Pilota.